# Udalricus II.
Udalricus II. († 26. Mai 1040) war Bischof von Basel.

## Leben
König Konrad II. ernannte Udalricus 1025 zum Bischof von Basel und übertrug ihm 1028 einige Silberbergwerke im Breisgau. König Heinrich III. bestätigte dem Bischof, der 1036 als Suffragan der Diözese Besançon an der Synode von Montriond bei Lausanne teilgenommen hatte, 1040 seine wichtigsten Besitzungen und Regalien, darunter die Abtei von Moutier-Grandval, die Bergwerke im Breisgau und seine Jagdrechte im Elsass.
Beigesetzt wurde Udalricus im Basler Münster.